# Un charme déroutant
Pour la chanson de Rodgers & Hart, voir Bewitched, Bothered and Bewildered.
Un charme déroutant est le 16e épisode de la saison 2 de la série télévisée Buffy contre les vampires.

## Résumé
Gênée pour sa réputation, Cordelia rompt avec Alex, car ses amies, dont Harmony, ont fini par apprendre leur liaison. Elle le quitte le jour de la Saint-Valentin et, blessé, Alex demande à Amy de jeter un sort à Cordelia pour la faire tomber amoureuse de lui afin qu'il puisse se venger. Mais, le lendemain, Alex trouve Cordelia inchangée alors que Buffy, Amy et Willow poursuivent Alex de leurs assiduités. C'est ensuite toutes les filles du lycée qui sont touchées et Alex, très mal à l'aise, avoue à Giles ce qu'il a fait. Buffy et Amy commencent à se battre pour Alex et la sorcière transforme Buffy en rat. Alex trouve Cordelia en train de se faire agresser par plusieurs filles qui lui reprochent de l'avoir quitté. Il vole à son secours. Tous les deux se font ensuite poursuivre par une horde de lycéennes amoureuses et enragées. 
Alex et Cordelia trouvent refuge chez les Summers mais Joyce est elle aussi touchée par le sortilège, de même que Drusilla qui empêche Angelus de tuer Alex. Cordelia et lui se barricadent alors dans la cave et Alex avoue à Cordelia qu'il a fait jeter ce sort pour elle. De son côté, Giles persuade Amy d'annuler ses sorts et Buffy retrouve sa forme humaine alors que toutes les autres femmes reprennent leurs esprits au moment où elles allaient tuer Alex et Cordelia. Le lendemain, tout rentre dans l'ordre et Cordelia choisit de laisser tomber ses amies pour se remettre avec Alex.

## Production
La raison pour laquelle Buffy est changée en rat dans le scénario de l'épisode est qu'il fallait libérer suffisamment de temps à Sarah Michelle Gellar pour qu'elle se rende à New York car elle était l'invitée de l'émission Saturday Night Live.

## Statut particulier
Cet épisode comique est centré sur le personnage d'Alex. Pour Noel Murray, du site The A.V. Club, l'épisode a une « idée de départ amusante et certaines réactions d'Alex touchent en plein dans le mille » mais l'intrigue secondaire autour d'Angelus l'intéressant beaucoup plus, il lui a été difficile d'être distrait par « la partie comique qui semblait trop frivole ». La BBC évoque un « épisode convenu » qui « réussit néanmoins à transmettre son contenu de façon experte » en bonne partie grâce à la « musique merveilleusement énergique de Christophe Beck et plus encore à la mise en scène imaginative de James A. Contner » qui tire le meilleur parti de sa distribution. Mikelangelo Marinaro, du site Critically Touched, lui donne la note de A, estimant qu'il est de loin « l'épisode le plus drôle de toute la saison » et qu'il apporte un éclairage nouveau sur « l'étrange relation entre Alex et Cordelia ».

## Distribution

### Acteurs et actrices crédités au générique
- Sarah Michelle Gellar : Buffy Summers
- Nicholas Brendon : Alexander Harris
- Alyson Hannigan : Willow Rosenberg
- Charisma Carpenter : Cordelia Chase
- David Boreanaz : Angel
- Anthony Stewart Head : Rupert Giles

### Acteurs et actrices crédités en début d'épisode
- Seth Green : Oz
- Kristine Sutherland : Joyce Summers
- Robia LaMorte : Jenny Calendar
- Elizabeth Anne Allen : Amy Madison
- Mercedes McNab : Harmony Kendall
- Lorna Scott : Miss Beakman
- James Marsters : Spike
- Juliet Landau : Drusilla

### Acteurs et actrices crédités en fin d'épisode
- Jason Hall : Devon MacLeish